# 大林素子
大林 素子（おおばやし もとこ、1967年6月15日 - ）は日本の元バレーボール選手、スポーツキャスター・タレント・女優・モデルである。東京都小平市出身。八王子実践高等学校卒業。ホリプロ所属。日本バレーボール協会広報委員（元バレーボール日本女子代表選手）、神戸親和女子大学発達教育学部ジュニアスポーツ教育学科客員教授、会津大学非常勤講師。

## 来歴

### バレーボール選手として
東京・新宿区生まれで、物心が付く頃に小平市に転居。小平市立第二中学校でバレーを始め、卒業後の1983年、バレーの強豪校である八王子実践高等学校に進学。高校時代は、第15回（1984年）春の高校バレーでは3位、第16回（1985年）は準優勝であった。1985年、高校在学中に全日本代表に初選出され、同年のワールドカップで国際大会デビューを果たす。
高校卒業後の1986年、当時実業団のトップチームであった日立ベルフィーユに入団（同時に日立製作所に入社）。1989年ワールドカップ直前に、膝の半月板損傷、右足首の靭帯断裂という大怪我をしたため、ベンチ入りはしたもののコートに立つ機会はなかった。オリンピックには、1988年のソウル大会、1992年バルセロナ大会、1996年アトランタ大会の3大会に出場し、日本のエースアタッカーとして活躍した。
1994年7月、日立の他の選手と共にプロ契約を求めて辞表を出し、話し合いを経て撤回した。10月、世界選手権に主将として出場。しかし翌11月、チームの内紛に端を発した騒動で吉原知子とともに日立を解雇される（Vリーグ発足の翌日のことであった）。
1995年1月、日本人初のプロバレーボール選手としてイタリア・セリエAのアンコーナと契約し、シーズン終了までの5か月間にわたってプレーした。
同年5月に帰国した後は、ダイエー・オレンジアタッカーズ入りが有力視されていたが、代理人問題で二転三転した末に東洋紡オーキスとプロ契約した。
1996年アトランタ五輪に出場したが9位という結果もあり、Vリーグで1シーズンプレーした後、1997年3月に現役引退した。

### 現役引退後
現役引退後はホリプロに所属し、スポーツキャスターとしてバレーボール中継解説や、VAS（バレーボールアドバイザリースタッフ）として後進の指導にあたる。また、日本バレーボール協会テクニカル委員、日本スポーツマスターズ委員会シンボルメンバー、日本スポーツ少年団委員などの要職に就いている。
1997年からフジテレビのF1グランプリ中継のピットレポーターを務めた。また、スカパー!のフジテレビワンツーネクストでは、『モータースポーツパラダイス』（2001年 - 2005年）→『F1GPニュース』（2005年 - 2011年）の司会を務めた。これによりモータースポーツと深く関わり、2001年には「大林アタッカーズ」の名称で女性ばかりのレーシングチームを結成し、監督として耐久レース「鈴鹿1000km」にも参戦（2003年にはチーム名を「レディスD」と改め、再挑戦している）。
一方で、スポーツ以外のタレント業でもテレビ等で幅広く活躍。2001年には、つんく♂プロデュースによる身長175 cm以上のアイドルユニット『デカモニ。』として歌手デビュー。
2006年には初舞台となるAir studio公演『GENJI〜最後の源氏〜』（東京芸術劇場・藤森一朗演出）では、役者として北条政子を演じた。以後舞台を中心に女優としても本格的に活動を開始。
2008年4月より、神戸親和女子大学発達教育学部に新設されたジュニアスポーツ教育学科客員教授に就任した。
2009年からは“特攻の母”と呼ばれた食堂経営者・鳥濱トメの半生を描いた主演舞台『MOTHERマザー〜特攻の母 鳥濱トメ物語〜』の上演を続け、ライフワークとしている。
2010年には舞台『ファウストの悲劇』に起用されるなど、以後同作を含めた蜷川幸雄演出の3作品に出演。2015年には『母をたずねて三千里〜マルコ〜』でミュージカル作品に初出演。
2010年から、千葉県勝浦市バレーボール協会が主催する「大林素子杯」が開催されている。
2015年12月26日深夜（27日）のブログで、声帯結節の手術を受けることを明らかにした。12月30日、手術を終え退院。
2020年10月から2021年3月までの間、会津大学体育実技の授業でバレーボールの指導を担当する非常勤講師に就任した。
2022年、みちのくレコードから両A面シングル「陽だまりダイアリー」「愛する人と歩きたい」を発売し、演歌歌手デビューを果たした（大林素子名義としては初のシングル）。
2023年5月9日 V.LEAGUE DIVISION2 WOMEN（V2女子）に所属するブレス浜松のゼネラルマネージャーに就任した。
2024年4月30日ブレス浜松のゼネラルマネージャーを退任。

## 役職
2024年10月現在
- JVA（日本バレーボール協会）広報委員、テクニカル委員
- 日本スポーツマスターズ委員会シンボルメンバー
- 福島県「しゃくなげ大使」[18]
- 観光庁「スポーツ観光マイスター」
- 環境省「チャレンジ25」キャンペーン応援団
- JOC環境アンバサダー[19]
- 小平市観光まちづくり大使（2016年8月 - ）[20]
- 会津若松市観光大使（2018年2月 - ）[3]
- 会津大学非常勤講師（2020年10月 - 2021年3月）[21][3]
- SVリーグPRアンバサダー（2024年10月 - ）[22]

### 過去
- JOCオリンピックデーラン・アンバサダー（2009・2010）[23][24]
- JOCオリンピック・ムーブメントアンバサダー（2014-2015年度）[25]

- ブレス浜松ゼネラルマネージャー（2023-24年）[3][26]
- （一社）日本バレーボールリーグ機構/（一社）ジャパンバレーボールリーグ/（一社）SVリーグ理事（ - 2024年9月）[22]

## プレースタイル
182 cmの身長とサウスポーを生かした攻撃で、センター、セッター、レフトの後ろをコートの右端から左端まで走り抜けて打つブロード攻撃はモトコスペシャルと呼ばれた。

## エピソード

### 子供の頃は長身がコンプレックス
幼いころから歌手になるのが夢で、宝塚歌劇団などのミュージカルや音楽番組を見ながら家の中で歌や踊りを真似ていた。しかし当時から他の子より背が高かったため、小学校入学後にかわれるなどのいじめに遭ったことから、長身がコンプレックスとなった。その後も身長がぐんぐん伸びて小学6年生には170 cmとなり、一時は引きこもったり自殺を考えるほど悩んだ。
遡って小学4年の時、テレビアニメ『アタックNo.1』の再放送を見たのをきっかけにコンプレックスだった長身が武器になると思い、中学ではバレーボール部に入部する。上記のいじめ経験から、入部時は「いつかバレー選手としてオリンピックに出て、皆を見返そう」と考えていた。また、他の記事で本人は「（いじめっ子への）“復讐”という意味もあった」とも言っている。

### バレーに打ち込んだ10代
1年生の秋の新人戦でスタメンに抜擢されたものの当時は時々練習をサボっており、試合でミスを連発して負けてしまった。落ち込んでいたところ、監督から「練習しないやつに落ち込む資格はない」と告げられて改心し、以後バレーに真剣に取り組むようになった。たまたま家が日立の練習場に近かったこともあり、当時の日立の監督であった山田重雄にファンレターを出した。すると山田から「良かったら練習を見に来てください。」と返事が来て、それがきっかけで中学の練習後にたびたび日立の練習場に見学に行くようになった。
高校では他のバレー部員たちとの寮生活を送り、日常の家事も自分たちで行った。仲間とともに「私たちにとっては2位もビリも一緒。優勝するしかない」という気持ちでバレーを頑張った。また、ここで学んだ礼儀や規律、勝つことへの強い気持ちが、以降の“人生の糧”となっているという。

### 日立時代、現役引退
日立所属後のオリンピックでは、1988年のソウル大会では4位、猛練習を重ねて出た1992年のバルセロナ大会では5位となってしまった。危機感を持った大林は、山田監督たちが当時日本バレーのレベルを引き上げるため取り組んでいた「プロ化構想」に関わった。
1994年にVリーグが作られたがプロ化は実現せず、日立製作所を解雇された。当時、強豪国の選手が多くがプレーしていたイタリアのアンコーナに、「世界最高峰のリーグで己を鍛えたい」との思いから契約を決めた。アンコーナでは、熱気あるファンたちからの評価は厳しかったが、普段の立ち居振る舞いまで含めてプロとして自分を見せることの大切さを学んだ。

### モータースポーツ
バレー引退後の1997年のF1イタリアGPでの初リポートが転機となり、以降モータースポーツに関わり始める。当初は現場取材に行っても中々話を聞き出せず、しばらくはサーキットで番組スタッフ以外誰とも会話できない状態が続いた。リポーターの仕事に自信を失くしかけたが、「モータースポーツに無知なことが原因かも」と気づいた。
これによりF1雑誌や過去のレース映像などを見て勉強し、これに伴って本人もライセンスを取得することにした。さらに、レーシングチームの運営を行うセルモのスタッフや、前ピットリポーターの林百合佳などから個人講義を受けて知識を深めていった。その後はメカニックやエンジニアなどの取材では専門的な話までしてもらえるようになった。この努力が番組スタッフにも認められた結果、以後15年間に渡ってフジテレビなどのモータースポーツ番組に起用された。

### 女優業
2001年に「デカモニ。」として歌手デビューしたことで、「歌や芝居をやりたい」という子供時代からの夢への思いが強くなった。ほどなくして知り合いの劇団に「お芝居をやりたいんです」と申し出て、以後『GENJI〜最後の源氏〜』でなど色々な舞台に出演して役者経験を積んだ。
以前から蜷川幸雄演出の舞台の大ファンだったことから、ある日彼の楽屋に訪れて作品への出演を直訴した。以後、蜷川の舞台稽古の見学や、自ら手紙やDVDを送るなどアプローチを続けて出演が叶った。『ファウストの悲劇』で蜷川作品に初参加した際、蜷川からは、その背の高さを芝居の武器にせよという意味で「君は大きいから普通の女優は無理だよ。日本一グロテスクな女優を目指せばいい」と言われたという。以降舞台全般では、年に5本程度のペースで出演している（2023年現在）。

## 人物
- 趣味・特技は舞台鑑賞（特に宝塚歌劇団）、タップダンス、レース観戦（車・バイク）。
- モータースポーツライセンスの「国内A級ライセンス」ならびにMFJ「ピットクルーライセンス」を持つ[3]。また、スポーツキャスターの仕事がきっかけで、小型船舶操縦士4級免許、華道池坊奥伝免許、けん玉8級の資格を持つ。
- 大のお笑い好きで、劇場にも頻繁に通っている。吉本興業のさまざまな芸人と縁が深く、その関係でよく関西ローカルのバラエティー番組にゲスト出演している。またその趣味が高じ、R-1ぐらんぷりなどのお笑い賞レースで審査員を務めた経験もある。
- 小さい頃から[3]新選組や白虎隊などの日本史が好きな歴女である[35]。新選組では特に土方歳三が好きで、これまで年に数回福島県会津若松市など新選組のゆかりの地を訪れている[3]。本人曰く地元よりも来ているという。これに絡んで、2018年頃から東京と会津若松などでの多拠点生活を送っており[3]、福島のしゃくなげ大使も務めている[35]。
- ミュージカル『レント』でジョアン役を演じるのが夢で、小野寺哲美に師事しボイストレーニングなどレッスンを続けている[36][37]。
- 小学生時代、あまりの高身長のため交通機関を利用するとき母子手帳を携帯していた。
- 中学でバレー部をやり始めるまで、運動自体は苦手だった[3]。
- 中学生の頃は、日立所属の江上由美選手のファンだった。中学時代に山田重雄監督にファンレターを出したのも、彼から江上にサインを頼んでもらおうと思ったことから[注 10]。
- 八王子実践の寮生活では通常は炭酸飲料や甘い物が禁止で、月に1度の買い出しの日のみ、ファンタグレープを飲むのが何よりの楽しみだった（なお週末に時々実家へ帰ることもできた）。以降も、五輪出場を決めた直後などのみ自分へのご褒美として飲んだ[38]。
- 松田聖子のファンで[39]、ソウル五輪出場当時は「聖子ちゃんカット」にしていた[40]。
- 一時期芸能人女子フットサルチーム「XANADU loves NHC（ザナドゥー ラブズ エヌエイチシー）」に所属していた[41]。
- お笑いに精通しており、芸人が出演している地方の番組にも興味を示し、次長課長が地元である岡山のローカル局で司会を務めていた番組のテープを見たさにキー局に懇願したというエピソードもある。大林のお笑い好きは『M-1グランプリ2006』に観戦者として出演したとき、今田耕司に「あなた、たむけんファミリーですよね?」と言われるほどである。[要出典]
  - 今田のこの発言は、2008年、全日本男子が16年ぶりの五輪出場を決めた夜に放送された『着信御礼!ケータイ大喜利』（NHK）で大林が回答読み上げゲストとして出演した際にも飛び出した。[要出典]
- 『関口宏の東京フレンドパークII』（TBSテレビ）のアトラクション「ウォールクラッシュ」で、女性で唯一のCLEAR到達達成者である[42]。
- 父は商社マン、母は陸上競技で走り高跳びの東京五輪候補だった選手[2]。中学をバレーを始める際、この母親の後押しもあったという。また、母はプロダンサーでMONAという名前を持つ腕前であった[43]。
- 妹がいるが[44]、妹の身長は163 cmほどである。[要出典]
- 現役時代、ハイレグ仕様に改造したブルマーを、ノーパン直穿きで（あるいはTバックショーツの上に）着用していたことを後に自らテレビ番組で明かした。また彼女は、「ブルマーを見たいという気持ちから女子バレーを見るようになった」と述べていた。全日本チームのユニフォームがスパッツになったときには「私はブルマーに愛着がある」とのコメントも残している[45]。2013年2月20日放送の『ヒルナンデス』「ファッションお悩み芸能人　大改造するンデス」に出演したとき、つるの剛士からスカート丈の短さが気になると尋ねられ、すると素子は「29年間ブルマをはいてきたので平気」と答えていた。
- 2015年に関西テレビ「ごきげんライフスタイル よ〜いドン!」の出演時に、身長が182 cmから184 cmになったと発言している[46]。

## 所属チーム
- 小平市立第二中学校
- 八王子実践高等学校
- 日立ベルフィーユ（1986-1994年）
- アンコーナ（1995年）
- 東洋紡オーキス（1995-1997年）

## 球歴
全日本代表（1985-1996年）
- オリンピック - 1988年、1992年、1996年
- 世界選手権 - 1990年、1994年
- ワールドカップ - 1985年、1989年、1991年、1995年

## 受賞歴
- 1987年 - 第20回日本リーグ ベスト6
- 1988年 - 第21回日本リーグ 敢闘賞、猛打賞、ベスト6
- 1989年 - 第22回日本リーグ MVP、スパイク賞、ベスト6
- 1990年 - 第23回日本リーグ サーブ賞
- 1991年 - 第24回日本リーグ スパイク賞、ベスト6
- 1992年 - 第25回日本リーグ ベスト6
- 1993年 - 第26回日本リーグ MVP、ベスト6
- 1994年 - 第27回日本リーグ MVP、スパイク賞、ベスト6
- 1996年 - 第2回Vリーグ ベスト6
- 1996年 - ワールドスーパーチャレンジ96 ベストサーブ賞
- 1997年 - 第3回Vリーグ 敢闘賞、特別賞
- 2007年 - 2006-07プレミアリーグ Vリーグ栄誉賞

## 著書
- 大林素子のバレーボール教室 : 白球を追うあなたに伝えたい（旬報社） ISBN 484510685X
- マイ・ドリーム（アリス館） ISBN 4752000989
- バレーに恋して（講談社） ISBN 4062076314
- DVDでわかる！バレーボール　基本・練習・実践テクニック（西東社）ISBN 4791623525, ISBN 978-4791623525
- チャンスの法則（リンダパブリッシャーズ）ISBN 4803008167, ISBN 978-4803008166

## 出演

### 映画
- いのちあるかぎり 木田俊之物語（2017年） - みちのくレコード会長夫人 役
- Tokyo Loss エピソード7「笑顔の向こう側」（2018年、監督・脚本（原作）田中壱征） - 田辺のり子 役
- 心の詩〜扉の向こうに〜（2022年）制作　F&T PRO
- ぬくもりの内側（2023年、厚生労働省推薦 イオンエンターテイメント）
- 風が通り抜ける道（2024年、沖縄県後援 イオンエンターテイメント）
- 日めくりの味（2024年10月4日〈予定〉、キャンター）[47]

### テレビドラマ
- マッチポイント!（2000年、NHK） - 西川トモ子 役
- アタックNo.1（2005年、テレビ朝日） - 八木沢三姉妹の母親 役[注 11]
- 三匹のおっさん2〜正義の味方、ふたたび!!〜 第3話（2015年5月8日、テレビ東京） - ホストクラブの客 役
- 潜入捜査アイドル・刑事ダンス 第8話（2016年11月26日、テレビ東京） - 香穂 役
- 科捜研の女 第9話・2時間スペシャル（2022年1月13日、テレビ朝日） - 京都府警鑑識員・長谷川公子 役

### 紀行番組
- ぐるっと食の旅 キッチンがゆく（2013年 - 2014年、NHK BSプレミアム） - 旅人

### バラエティ番組
- 歴史漫才 ヒストリーズ・ジャパン（2017年7月 - 9月、東名阪ネット6） - ナビゲーター、山本八重 役
- JOYのASOBU-TV JOYnt! 9月6日、ゲスト出演。
- シモネタGP（2018年9月17日 - 12月3日、AbemaTV） - 審査委員

### 舞台
- GENJI〜最後の源氏〜（2006年10月12日 - 15日、東京芸術劇場小ホール1） - 北条政子 役
- 夏の夜の夢（2007年5月10日 - 13日、東京芸術劇場小ホール1） - タイテーニア 役
- SOHJIそうぢ!（2008年1月19日 - 27日、本多劇場） - お光津 役
- Kiss Me You〜がんばったシンプー達へ〜（2008年5月8日 - 13日、全労済ホール スペース・ゼロ） - 大山ハナ 役
- 鎌倉鶴岡八幡宮奉納ライブ2008 歌神実朝公（2008年10月18日、鶴岡八幡宮舞殿） - 朗読
- 空間ゼリーの夏の夜の夢（2008年12月13日 - 21日、東京芸術劇場小ホール2） - タイテーニア 役
- 苦情の手紙（2009年2月14日、博品館劇場） - アパートの下に住む女 役
- IMAGINE 9.11（2009年9月10日 - 13日、両国シアターΧ） - キャシー 役
- MOTHERマザー〜特攻の母 鳥濱トメ物語〜 - 主演・鳥濱トメ 役
  - 初演：2009年12月9日 - 13日、新国立劇場小劇場
  - 再演：2010年5月26日 - 30日、天王洲 銀河劇場
  - 3演：【東京公演】2011年7月27日 - 31日、新国立劇場小劇場、【栃木公演】7月23日、栃木県矢板市文化会館大ホール、【秋田公演】9月25日、湯沢市民会館大ホール、【埼玉公演】10月26日、東松山市民文化センター[注 12]
  - 4演：2012年9月20日 - 23日、新国立劇場小劇場
  - 5演：2013年12月11日 - 15日、新国立劇場小劇場
  - 6演：2014年8月9日、ルネこだいら大ホール、後援：小平市、小平市教育委員会
  - 7演：【東京公演】2014年9月19日 - 21日、新国立劇場小劇場、【鎌倉公演】11月11日、鎌倉文化会館大ホール[注 13]
  - 8演：【東京公演】2015年10月7日 - 12日、天王洲 銀河劇場、【山梨公演】10月20日、コラニー文化ホール、【名古屋公演】10月24日 - 25日、愛知県芸術劇場小ホール、【岐阜公演】10月27日、岐阜市文化センター小ホール、【大阪公演】10月31日 - 11月1日、梅田芸術劇場シアタードラマシティ
  - 9演：2016年2月24日 - 28日、新国立劇場小劇場
  - 10演：【東京公演】2017年10月5日 - 9日、新国立劇場小劇場、【静岡公演】10月18日、静岡市清水文化会館マリナート小ホール、【岐阜公演】10月21日、岐阜不二羽島文化センター小ホール
  - 11演：【東京公演】2018年9月13日 - 17日、東京グローブ座、【仙台公演】11月10日、11日、日立システムズホール仙台シアターホール、【福島公演】11月14日、福島テルサFTホール、【会津公演】11月17日、会津若松市文化センター文化ホール
  - 12演：【東京公演】2019年5月2日 - 6日、新国立劇場小劇場
- 将門‐MASAKADO-（2010年3月8日 - 16日、イマジンスタジオ） - 案内・ナレーション
- ファウストの悲劇（2010年7月4日 - 25日、Bunkamuraシアターコクーン、蜷川幸雄演出） - ふしだら、アレクサンダー大王王妃 役 ほか
- たいこどんどん（2011年5月2日 - 26日、Bunkamuraシアターコクーン、蜷川幸雄演出） - 里の浦、芸者 役 ほか
- 劇団BOOGIE★WOOGIE 29th ACT 「ノンストップ ライアーズ」（2012年10月11日 - 14日、東京芸術劇場シアターウエスト） - 楊小麗 役
- 東京サムライガンズプロデュース公演第4弾×シアターブラッツ提携公演 プレイフルネスデイズ2〜僕達のAnswer〜（2012年11月16日 - 19日のうち2日出演、新宿THEATER BRATS） - 友情出演 ※サプライズアクト
- 新・贋作水滸伝－Heroes－（2013年5月15日 - 19日、あうるすぽっと） - 廬三娘/美帆（童美の母） 役
- 盲導犬－澁澤龍彦「犬狼都市」より－（【東京公演】2013年7月6日 - 28日、Bunkamuraシアターコクーン、【大阪公演】8月3日 - 11日、シアターBRAVA!、蜷川幸雄演出） - サカリノ 役
- FRANK AGE company 第4回公演『青い屋根の館』（2014年2月26日 - 3月2日、赤坂RED/THEATER）
- キタムラ印プロデュース公演#5『ハナレウシ』（2014年6月25日 - 29日、全労済ホール スペース・ゼロ） - お雅 役
- THE REDFACE PRODUCE VOL.52 呑象 DONSYOU7 横濱開港特別篇　英吉利公使夫人（2015年3月12日、横浜市開港記念会館） - ファニー・パークス 役
- イマジンミュージカル 母をたずねて三千里〜マルコ〜（2015年7月17日・保谷こもれびホール、7月21日・滋賀公演、7月22日・和歌山公演、7月23日・岡山公演、7月24日・北九州（小倉）公演、7月25日・鹿児島公演、7月26日・広島公演、7月27日・愛媛公演、7月28日・香川公演、7月29日・大阪公演、7月30日・東京公演、7月31日・山形公演、8月3日・群馬公演、8月4日・秋田公演、8月5日・茨城公演、8月6日・埼玉公演、8月7日・新潟（長岡）公演） - お母さん 役
- ソウサイノチチル（2016年4月14日 - 17日、愛知県芸術劇場、作・演出：えのもとぐりむ）
- 東京ボーイズコレクション〜愛の唄〜（2016年11月5日 - 13日、新宿村LIVE）
- 東京のぺいん（2016年12月7日 - 11日、新宿村LIVE、作・演出：えのもとぐりむ） - 早苗 役
- ソウサイノチチル【再演】2017年4月26日 - 5月3日、新宿村LIVE、作・演出：えのもとぐりむ）
- 午前5時47分の時計台（2017年5月16日、神戸ポートピアホール、作・演出：山本タク） - ゲスト出演
- 私のホストちゃんREBORN〜絶叫！大阪ミナミ編〜（【東京公演】2018年1月19日 - 28日、サンシャイン劇場）【愛知公演】（2月1日、東海市芸術劇場）【大阪公演】（2月1日、サンケイホールブリーゼ） - LiLiCoとWキャスト
- ReBirth（2018年8月10日 - 14日、下北沢「劇」小劇場、作曲・演奏：立石一海、作・演出：秦建日子）
- BURRRN!!!（2018年8月15日 - 18日、月島社会教育会館）
- 流れる雲よ（2019年8月14日 - 18日、六行会ホール　脚本：草部文子、演出：田中寅雄）
- 安達健太郎と役者がコントするLIVE（2019年8月27日、ルミネtheよしもと）
- 【朗読】でかける時はいつも（2019年8月31日 - 9月3日、新宿眼科画廊スペース地下、作：えのもとぐりむ）
- ミュージカル小公女セーラ（2019年11月20日 - 11月24日、滝野川会館大ホール劇場） - マリア・ミンチン役
- 2.5次元ダンスライブ S.Q.S 第5幕「篁志季消失事件」（2020年2月20日 - 3月1日）ヒューリックホール東京　作：ふじわら（ムービック） - 伊月花 役
- 【朗読】ぐりむの法則 えのもとぐりむ朗読劇 三部作『記憶観覧車』（2020年6月23日 - 7月5日、赤坂RED THEATER、作：えのもとぐりむ、演出：中島康介） - 小山知佳　役
- 【朗読】夏の終わりのリーディング文学〜江戸川乱歩編〜「屋根裏の散歩者」「D坂の殺人事件」「心理試験」（2020年9月3日 - 7日、R'sアートコート）
- 丘のバッキャロー!!（2020年10月28日 - 11月3日、シアターグリーン BIG TREE THEATER、脚本・演出：菅野臣太郎）
- 【朗読】秋の終わりのリーディング文学〜芥川龍之介編〜「羅生門」「藪の中」（2020年12月8日 - 13日、シアターグリーンBIG TREE THEATER）
- 演劇企画ユニット 劇団山本屋 CUWT project vol.1 『風を切れ2020』（2021年5月26日 - 6月1日、ラゾーナ川崎プラザソル）
- 【朗読】朝の朗読会「帰れないふたり」Aチーム（2021年6月22日 - 7月3日、πTOKYO、作・演出：中島庸介）
- 神木優ソロエンターテイメント「MOMOTARO」定期公演 VOL.21 〜スポーツと桃太郎〜 第2部　（2021年9月25日、大塚レ・サマースタジオ） - ゲスト出演
- 土のバッキャロー!!（2021年10月6日 - 12日、シアターグリーン BIG TREE THEATER、脚本・演出：菅野臣太郎）
- ATTENDANTX（2021年10月22日、博品館会館） - ゲスト出演
- 空とおもちゃんの物語〜見上げた空に君がいた〜（2021年12月1日 - 5日、日暮里dｰ倉庫、脚本・演出：鄭光誠）
- トワイライトの涙（2022年1月19日 - 23日、サンモールスタジオ、脚本・演出：ウチクリ内倉）
- 世界は僕のCUBEで造られる（2022年3月31日 - 4月10日、あうるすぽっと、脚本・演出：松多壱岱） - ミスブレイン　役
- 雫のバッキャロー!!（2022年5月11日 - 17日、シアターグリーン BIG TREE THEATER、脚本・演出：菅野臣太郎）
- 舞台「殺人の告白」（2022年6月17日 - 26日、サンシャイン劇場） - チャン・ミジャ 役[48]
- 流れる雲よ（2022年8月17日 - 21日、六行会ホール、脚本：草部文子、演出：田中寅雄）
- 草のバッキャロー!!（2022年10月5日 - 11日、シアターグリーン BIG TREE THEATER、脚本・演出：菅野臣太郎）
- 遠き日の落球〜あの時から続いているから今なんだ〜（2023年2月15日 - 19日、シアターアルファ東京、演出：武田宏司）
- ソウサイノチチル【再々演】2023年3月16日 - 26日、πTOKYO、作・演出：えのもとぐりむ）
- 陽（ひなた）のバッキャロー!!（2023年4月12日 - 18日、シアターグリーン BIG TREE THEATER、脚本・演出：菅野臣太郎）
- 波のバッキャロー!!（2023年10月25日 - 31日、シアターグリーンBOX in BOX THEATER、脚本・演出：菅野臣太郎）
- 渚のバッキャロー!!（2024年4月10日 - 16日、シアターグリーンBOX in BOX THEATER、脚本・演出：菅野臣太郎）
- Change the World おめでとう。君が、世界を変えるんだ（2024年6月8日 - 16日、サンシャイン劇場、原作・脚本：秦建日子、演出：橋本昭博）
- 風を切れ2024 演劇企画ユニット劇団山本屋CUWT project vol.2.0（2024年7月25日 - 28日、東京芸術劇場 シアターウエスト、作・演出：山本タク）
- 里のバッキャロー!!（2024年10月30日 - 11月5日、シアターグリーンBOX in BOX THEATER、脚本・演出：菅野臣太郎）[49]
- 〜女子大小路の名探偵 新章〜 舞台「死は、ど真ん中に転げ落ちて」（2025年3月15日 - 23日、博品館劇場、脚本・演出：秦建日子）[50]
- 峠のバッキャロー!!（2025年4月23日 - 29日、シアターグリーンBOX in BOX THEATER、脚本・演出：菅野臣太郎）
- ぼくらの七日間戦争2025（2025年8月24日 - 9月2日〈予定〉、【東京公演】東京建物 Brillia HALL / 9月10日 - 18日〈予定〉、【大阪公演】東京建物 Brillia HALL 箕面 大ホール / 9月24日 - 28日〈予定〉、【京都公演】京都劇場 / 10月2日・3日〈予定〉、【愛知公演】東海市芸術劇場 大ホール / 11月7日 - 9日〈予定〉、【熊本公演】熊本城ホール メインホール / 【東京公演】11月7日 - 9日〈予定〉、東京建物 Brillia HALL、脚本・演出：伊勢直弘） - 相原園⼦ 役[51]

### CM
- 明治製菓 果汁グミ（1991年）[注 14]
- 宝くじ 東京2020大会協賛くじ（2016年）
- ヴェントゥーノ「快朝ハーブ乳酸菌」（2022年 - ）[52]

### ラジオ
- いもねーずのみちのくはいも畑（2024年2月2日 - 2024年7月、エフエムたいはく） - コーナーレギュラー

## 音楽作品

### シングル
- 大きな私の小さな恋（2001年8月7日、アップフロントワークス） - デカモニ。名義。5000枚限定販売　C/W デカモニ。じゃんけんぴょん！
- 陽だまりダイアリー（2022年8月30日、みちのくレコード）C/W 愛する人と歩きたい
- 会津の風（2024年2月9日、みちのくレコード）C/W 前を向いて

### 参加作品
- THE EARTH BEATS「地球へ」（2008年9月24日、Z-9 RECORDS） - コーラスとして参加